# Angola op de Paralympische Zomerspelen 2016
Angola nam in 2016 voor de zesde keer deel aan de Paralympische Zomerspelen. Er werden deze editie geen medailles gewonnen. Er werden vier Angolese sporters afgezonden naar Rio de Janeiro. Al deze atleten kwamen uit binnen de atletiek.

## Deelnemers
| Paralympiër               | Onderdeel     | Plaats | Resultaat                                            |
| Mannen                    | Mannen        | Mannen | Mannen                                               |
| ------------------------- | ------------- | ------ | ---------------------------------------------------- |
| Jose Chamoleia            | 100 m T11 (m) | -      | Serie 1: DSQ                                         |
| Jose Chamoleia            | 200 m T11 (m) | 7      | Serie 4: 2e in 23.33 s Halve finale 1: 4e in 23.46   |
| Jose Chamoleia            | 400 m T11 (m) | 5      | Serie 1: 2e in 53.00 s                               |
| Octavio Angolo dos Santos | 100 m T11 (m) | 10     | Serie 5: 2e in 11.68 s Halve finale 2: 4e in 11.71 s |
| Octavio Angolo dos Santos | 200 m T11 (m) | 9      | Serie 1: 3e in 24.13 s                               |
| Octavio Angolo dos Santos | 400 m T11 (m) | 6      | Serie 3: 3e in 53.14 s                               |
| Vrouwen                   |               |        |                                                      |
| Esperanca Gicaso          | 100 m T11     | 9      | Serie 4: 3e in 12.61 s                               |
| Esperanca Gicaso          | 200 m T11     | 12     | Serie 4: 2e in 26.67 s Halve finale 3: 4e in 26.92 s |
| Esperanca Gicaso          | 400 m T11     | 9      | Serie 1: 4e in 1:04.17                               |
| Befilia Buya              | 400 m T11     | -      | Serie 2: Niet gestart                                |
| Befilia Buya              | 1500 m T11    | 8      | Serie 2: 4e in 5:24.01                               |